# Batalla d'Aquisgrà
La batalla d'Aquisgrà fou una acció bèl·lica de la Segona Guerra Mundial, que va tenir lloc entre els dies 2 i 21 d'octubre de 1944 i va ser enfrontar forces estatunidenques i alemanyes als voltants d'Aquisgrà. La ciutat havia estat incorporada a la línia Sigfrid, la principal línia defensiva de la frontera occidental d'Alemanya; els aliats esperaven capturar-la ràpidament i avançar fins a la conca industrialitzada del Ruhr. Tot i que la major part de la població civil d'Aquisgrà va ser evacuada abans que comencés la batalla, bona part de la ciutat va quedar destruïda i ambdós bàndols van patir fortes pèrdues. Va ser una de les majors batalles urbanes de les forces nord-americanes en la Segona Guerra Mundial i la primera ciutat alemanya a ser capturada pels aliats. La batalla va acabar amb una rendició alemanya, però la defensa aferrissada que van plantejar va alterar significativament els plans aliats per a l'avanç cap a l'interior d'Alemanya.

## Antecedents
El setembre del 1944, els aliats occidentals havien arribat a la frontera occidental d'Alemanya, que estava protegida per la línia Sigfrid. El 17 de setembre, les forces britàniques, nord-americanes i poloneses van iniciar l'operació Market Garden, un ambiciós intent de superar la línia Siegfried travessant el Baix Rin als Països Baixos. El fracàs d'aquesta operació, i uns greus problemes de subministrament provocats per les llargues distàncies implicades en la el ràpid avenç per França, van posar fi a la primera carrera aliada cap a Berlín. Les baixes alemanyes a França havien estat altes; el mariscal de camp Walter Model va estimar que les seves 74 divisions tenien uns efectius reals equivalents a només 25, però els problemes logístics dels aliats van donar als alemanys una mica de descans, que van aprofitar per refer-se. Al setembre, el reforç de la línia Sigfrid planejat per l'alt comandament de la Wehrmacht va suposar un total de 230.000 soldats. Al començament del mes, els alemanys tenien al voltant de 100 tancs al front occidental, però a les acaballes en tenien uns 500. A mesura que els homes i els equips continuaven arribant a la línia Sigfrid, es va aconseguir establir una profunditat defensiva mitjana de gairebé 5 km.
El Quarter General Suprem Aliat de la Força Expedicionària (SHAEF), sota el comandament del general Dwight D. Eisenhower, va fixar el seu objectiu en l'ocupació del Ruhr, el cor industrial alemany. El tercer exèrcit del general George S. Patton va rebre la tasca d'ocupar la regió francesa de Lorena, mentre que el primer exèrcit del general Courtney Hodges va rebre l'ordre de trencar el front a la zona d'Aquisgrà. Hodges havia esperat inicialment obviar la ciutat i rodejar-la, creient que només hi hauria una petita guarnició que es rendiria una vegada aïllada.
La ciutat d'Aquisgrà tenia poc valor militar per ella mateixa, ja que no era cap centre important de producció bèl·lica. La seva població era d'uns 165.000 habitants i no havia patit forts bombardejos aliats. No obstant això, era un símbol important tant per al règim nazi com per al poble alemany; no només era la primera ciutat alemanya amenaçada per un enemic durant la Segona Guerra Mundial, sinó que també era la capital històrica de Carlemany, fundador del «primer Reich». Com a tal, tenia un valor psicològic enorme. La mentalitat dels defensors de la ciutat es va veure alterada encara més pel fet que lluitaven per primera vegada a la seva pròpia terra; un oficial alemany va comentar: «De sobte ja no érem els nazis, érem soldats alemanys».
Aquisgrà i el seu sector del front estaven protegits per la línia Sigfrid, formada per diversos cinyells de fortins, forts i búnquers interconnectats i protegits per camps de mines, obstacles antitancs del tipus «dents de drac» i filferro de pues. En diverses àrees, les defenses alemanyes superaven els 15 km de profunditat. A partir de les seves experiències al front oriental, els alemanys van mantenir la seva línia de resistència principal al centre de les viles situades a la muralla defensiva, aprofitant així els carrers estrets que limitaven la mobilitat dels vehicles blindats enemics. Malgrat la baixa qualitat de moltes dotacions encarregades de les fortificacions, la línia formava un obstacle formidable per al progrés de les forces nord-americanes, que consideraven fonamental trencar el front en aquest sector tan important, atès que el terreny a l'est d'Aachen era pla i obert i, per tant, molt favorable per als exèrcits aliats motoritzats.

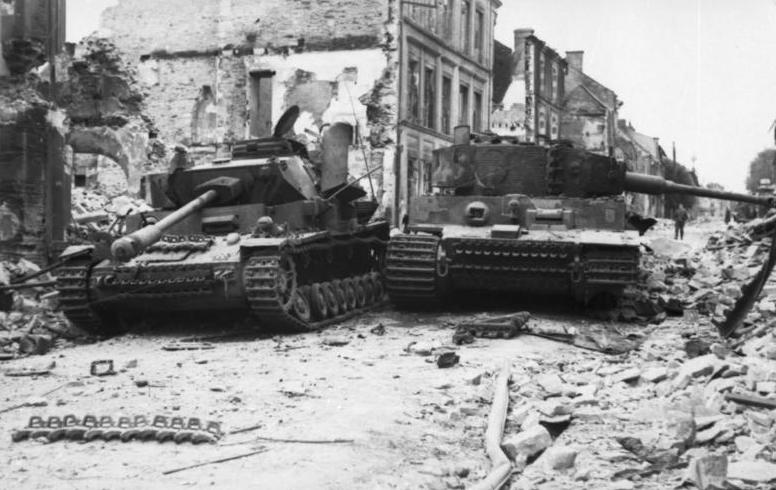
Tancs alemanys Panzer IV i Tiger I destruïts durant els combats al front occidental

La lluita al voltant d'Aquisgrà va començar la segona setmana de setembre, en un període conegut pels alemanys com la «primera batalla d'Aquisgrà». En aqueix moment, la ciutat estava defensada per la 116a Divisió Panzer, sota el comandament del general Gerhard von Schwerin. La proximitat de les forces aliades havia fet que la majoria dels funcionaris del govern municipal fugissin abans de completar l'evacuació dels ciutadans (raó per la qual, Hitler va enviar al front oriental, com a soldats rasos, tots aquells que havien fugit). En lloc de continuar l'evacuació, von Schwerin va optar per lliurar la ciutat a les forces aliades; no obstant això, el 13 de setembre, abans de poder lliurar una carta de capitulació que havia redactat, von Schwerin va rebre l'ordre de llançar un contraatac contra les forces nord-americanes que penetraven al sud-oest d'Aachen, cosa que va fer utilitzant elements de les seves forces de granaders panzer. La carta de rendició de von Schwerin va arribar a les mans d'Adolf Hitler, qui en va ordenar l'arrest immediat i el va substituir pel coronel Gerhard Wilck. El 7è Cos dels Estats Units va continuar explorant les defenses alemanyes, malgrat la resistència que es va produir el 12 i 13 de setembre. Entre el 14 i el 16 de setembre, la 1ª Divisió d'Infanteria dels Estats Units continuà avançant davant de fortes defenses i contraatacs continus, creant finalment un arc semicircular al voltant de la ciutat. Aquest avanç lent es va aturar a finals de setembre, a causa dels problemes de subministrament i el desviament de les reserves de combustible i municions per a l'Operació Market Garden als Països Baixos.

## Les forces enfrontades

### Defensors alemanys a Aquisgrà

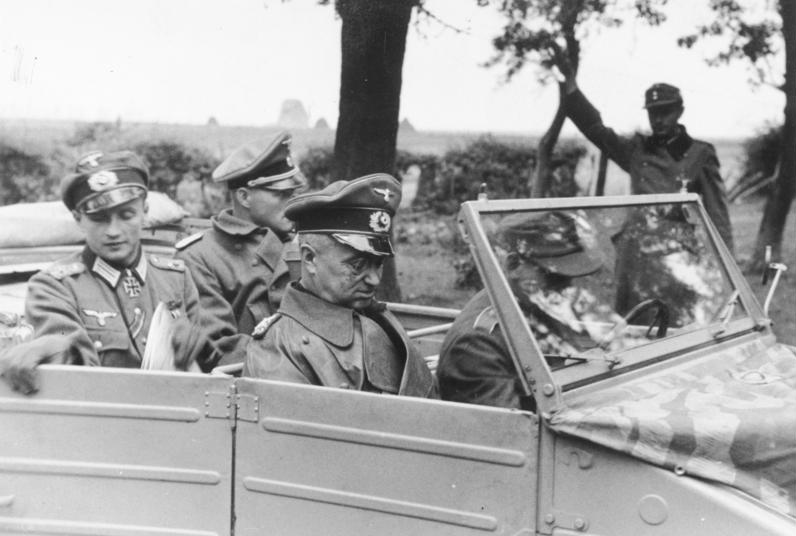
El mariscal de camp Model visitant la 246a Divisió de Volksgrenadier a Aquisgrà

La Wehrmacht va aprofitar el breu descans en el front, retirant de primera línia les 1a, 2a i 12a divisions Panzer de les SS, i també les 9a i 116a divisions Panzer. A l'octubre, la responsabilitat de la defensa del sector d'Aquisgrà es va traspassar al cos LXXXI del general Friedrich Köchling, que incloïa les divisions 183a i 246a de Volksgrenadier i les divisions 12a i 49a d'infanteria. Aquestes forces, juntament amb el 506 batalló de tancs 506 i la 108 brigada de tancs, arribaven a uns 20.000 homes i només 11 tancs. També es va prometre a Köchling una 116a Divisió Panzer reformada i la 3a Divisió Panzergrenadier, amb un total de 24.000 efectius. La 246a Divisió de Volksgrenadier va substituir la 116a Divisió Panzer a Aquisgrà, la 183a Divisió de Volksgrenadier i la 49a Divisió d'Infanteria van defensar els accessos del nord i la 12a Divisió d'Infanteria es va situar al sud. El 7 d'octubre, unitats de la 1ª Divisió Panzer SS Leibstandarte van ser enviats a reforçar la defensa d'Aquisgrà.
Tot i que van continuar arribant reforços, les unitats del cos LXXXI van patir un fort desgast; la 12a Divisió d'Infanteria havia perdut la meitat de la seva força de combat entre el 16 i el 23 de setembre, i les divisions d'infanteria 49 i 275 havien hagut de ser retirades per recuperar-se. Mentre que les divisions d'infanteria alemanyes generalment tenien una força de 15.000 a 17.000 soldats a l'inici de la Segona Guerra Mundial, els efectius s'havien reduït gradualment a un valor oficial de 12.500, i al novembre de 1944, la força real mitjana d'una divisió del Heer era de 8.761 homes. En un intent d'afrontar l'escassetat de personal de la Wehrmacht, es van crear divisions Volksgrenadier el 1944, amb una força mitjana total era de poc més de 10.000 homes per divisió. Tot i que un quart d'aquests homes eren veterans, la meitat eren reclutes novells i convalescents, mentre que la resta eren personal transferit de la Luftwaffe i la Kriegsmarine. Aquestes divisions sovint rebien les armes de petit calibre més noves, però tenien deficiències en artilleria i motorització, fet que en limitava força la utilitat tàctica. En el cas del cos LXXXI, la 183a Divisió de Volksgrenadier, malgrat que tenia un excés de 643 homes, s'havia format al setembre, de manera que no havia tingut temps d'entrenar-se com a unitat. La 246a Divisió de Volksgrenadier es trobava en un estat similar, amb molts soldats amb menys de deu dies d'entrenament d'infanteria. Totes aquestes deficiències van quedar compensades una mica per la força inherent de les fortificacions que envoltaven Aquisgrà.

### Forces americanes

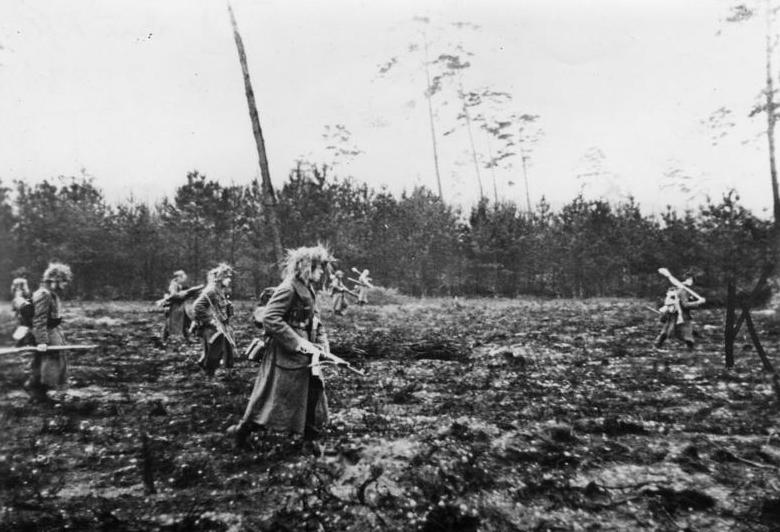
Patrulla alemanya de granaders a prop d'Aquisgrà.

La tasca de capturar Aquisgrà va recaure en la 30a Divisió d'Infanteria del XIX Cos, del general Charles H. Corlett (juntament amb el 743 batalló de tancs adjunt), i la 1a Divisió d'infanteria del VII Cos, del general Joseph Collins. La 30a Divisió d'Infanteria del general Leland Hobbs seria assistida per la 2a Divisió Blindada, que explotaria la penetració de la 30a Divisió a la Línia Sigfrid, mentre que els seus flancs estaven protegits per la 29a Divisió d'Infanteria. Al sud, la 1a Divisió d'Infanteria va ser recolzada per la 9a Divisió d'Infanteria i la 3a Divisió Blindada. Aquestes divisions havien utilitzat el breu descans en els combats durant les dues últimes setmanes de setembre per recuperar-se. Cap al primer d'octubre, més del 70% dels homes de la 1a Divisió d'Infanteria del general Clarence Huebner eren reemplaçaments, i les últimes dues setmanes de setembre es van dedicar la formació d'aquests homes. El pla d'ofensiva imminent exigia que ambdues divisions d'infanteria evitessin el combat urbà a Aquisgrà; en canvi, les dues divisions s'unirien i envoltarien la ciutat, assignant una força relativament petita per capturar-la mentre la major part de les forces continuaven avançant cap a l'est.
Tot i que les unitats nord-americanes podien recuperar ràpidament els efectius, els reemplaçaments poques vegades tenien una formació tàctica suficient. Molts oficials joves tenien poques capacitats tàctiques i de lideratge. Alguns tanquistes van ser enviats a Europa havent conduït només cotxes, com a molt; alguns comandants de tancs es van veure obligats a ensenyar els seus homes a carregar i disparar els canons dels tancs al camp abans de les missions. El sistema de reemplaçament nord-americà, que es va centrar en la quantitat per sobre de la qualitat, va fer que la majoria de les tropes novelles que arribaven a les línies del front no estiguessin ben entrenades. No era estrany que la meitat dels reemplaçaments d'una unitat es convertissin en baixes durant els primers dies de combat. Aquestes enormes pèrdues de primera línia requerien encara més tropes; per exemple, un batalló acabat de reforçar de la 28a Divisió d'Infanteria dels Estats Units fou enviat immediatament als assalts directes contra Aquisgrà per donar suport a la 1a Divisió d'Infanteria durant els últims dies de la batalla, del 18 al 21 d'octubre.
Les tropes nord-americanes van rebre el suport de la Novena Força Aèria, que va localitzar el 75% dels fortins en les línies del front i va planejar un bombardeig inicial amb 360 bombarders i 72 caces; en una segona onada s'utilitzà també napalm. Amb els alemanys amb poques bateries antiaèries i un suport molt limitat de la Luftwaffe, el domini aliat del cel sobre Aquisgrà fou gairebé total.

## Batalla

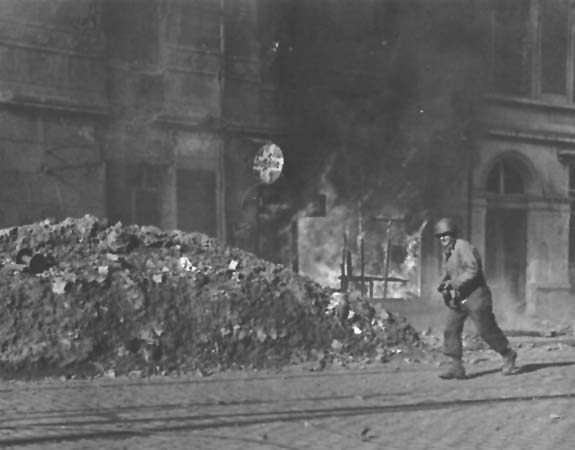
Infanteria nord-americana a Aquisgrà

Durant sis dies abans de l'inici de l'ofensiva nord-americana, l'artilleria pesant aliada va disparar contra les defenses alemanyes al voltant d'Aquisgrà. Tot i que el fort bombardeig va obligar el LXXXI cos a aturar tots els moviments de personal durant el dia, va tenir poc efecte sobre els fortins i altres posicions fortificades. El bombardeig aeri inicial del 2 d'octubre també va causar poc dany a les posicions defensives alemanyes; els 450 avions que van participar en la primera onada no van poder obtenir cap impacte directe en cap fortí alemany. Els objectius havien quedat ocults per espès fum provocat pel bombardeig artiller anterior. Quan els avions van acabar l'atac, l'artilleria va continuar bombardejant les línies del front, disparant 18.696 obusos de 372 canons en un parell d'hores.

### Avanç des del nord: 2 a 8 d'octubre
La 30a Divisió d'Infanteria va començar el seu avanç el 2 d'octubre, fent servir l'artilleria divisional per atacar els fortins alemanyes; malgrat tot, van caldre, de mitjana, trenta minuts per capturar un únic fortí. Els nord-americans van descobrir que, si no aconseguien pressionar immediatament sobre el següent fortí, els alemanys es llençaven al contraatac. El cert és que no s'esperava una resistència gaire forta, i una companyia va perdre 87 combatents en una sola hora; una altra en va perdre 93 d'un total de 120 a causa de l'artilleria alemanya. Els atacants van poder travessar, lentament, el riu Wurm i atacar els fortins alemanys amb llançaflames i càrregues explosives. A la tarda del 2 d'octubre, unitats de la 30a Divisió d'Infanteria havien trencat les defenses alemanyes i havien arribat a la vila de Palenberg. Aquí, soldats van avançar casa per casa. La lluita a la ciutat de Rimburg era igualment terrible; els blindats nord-americans no havien pogut travessar el riu Wurm i, per tant, no podien oferir suport a la infanteria que intentava assaltar un castell medieval que els alemanys usaven com a fort. La 30a Divisió d'Infanteria va capturar aproximadament 50 fortins alemanys el primer dia de l'avanç, sovint havent d'envoltar l'estructura i atacar-la des de la part posterior. L'esforç de la divisió va rebre l'ajuda dels atacs de la 29a Divisió d'Infanteria al seu flanc, que van fer que els alemanys creguessin que era l'atac principal dels nord-americans. A la nit del 2 d'octubre, es va ordenar al 902 batalló de canons d'assalt alemany llançar un contraatac contra la 30a Divisió d'Infanteria, però l'artilleria aliada va retardar l'inici de la incursió i, finalment, l'intent va fracassar.
Tot i que els blindats nord-americans estaven disponibles per donar suport a l'avanç el 3 d'octubre, les forces atacants es van aturar de sobte després d'un contraatac alemany. La ciutat de Rimburg va ser capturada el segon dia de l'ofensiva, però la lluita a través de les defenses alemanyes es va mantenir a un ritme molt lent fins que els tancs M4 Sherman i els canons autopropulsats M12 GMC van començar a arribar i a disparar contra els fortins a curta distància. Els combats també havien començat a generalitzar-se a la ciutat d'Übach, on els tancs americans es van precipitar a capturar la ciutat, però van ser aturats per l'artilleria alemanya; al final del dia, el pas del riu Wurm i la creació d'un cap de pont havien costat a la 30a Divisió d'Infanteria uns 300 morts i ferits.

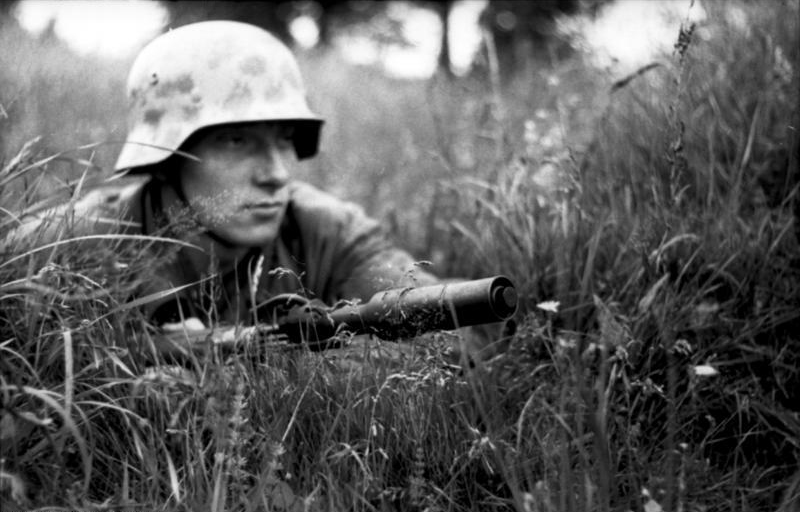
Soldat de la Wehrmacht al front occidental

Les forces alemanyes van continuar els seus contraatacs a Übach, patint fortes baixes a causa de l'artilleria nord-americana i el foc de la infanteria. Tot i que la impossibilitat de recapturar Übach va convèncer els comandants alemanys que no tenien forces suficients per defensar adequadament els accessos a Aquisgrà, els contraatacs van aturar les tropes nord-americanes que podrien haver continuat avançant. El 4 d'octubre, l'avanç dels Aliats va ser escàs, amb la captura de les viles de Hoverdor i Beggendorf (els nord-americans havien perdut aproximadament 1.800 soldats en els últims tres dies de combat). El 5 d'octubre l'avanç aliat fou més significatiu, ja que el 119è regiment de la 30a Divisió d'Infanteria va capturar Merkstein-Herbach. L'endemà, els alemanys van llançar un altre contraatac contra Übach, i de nou no van poder desallotjar-hi els nord-americans. Els blindats alemanys no va poder fer front a l'enorme superioritat numèrica dels tancs nord-americans i, com a esforç d'última hora per frenar l'avanç aliat, els alemanys van començar a concentrar els atacs contra posicions nord-americanes amb tota l'artilleria i l'aviació que podien reunir. En qualsevol cas, es van trobar greument perjudicats per la manca de reserves, tot i que el general Koechling va poder desplegar un destacament de tancs Tiger a la ciutat d'Alsdorf, en un intent de taponar la penetració nord-americana de les defenses del nord d'Aachen.
El 8 d'octubre es va iniciar un contraatac amb un regiment d'infanteria, el 1r Batalló d'Assalt, un Kampfgruppe de la 108a Brigada Panzer i uns 40 vehicles blindats procedents de les unitats disponibles. Tot i que es va veure obstaculitzat per l'artilleria nord-americana, l'ala esquerra de l'atac va aconseguir aïllar una secció nord-americana, mentre que la dreta va arribar a una cruïlla de carreteres al nord d'Alsdorf. Una secció de Sherman que donava suport a un atac a la vila de Mariadorf de sobte es va veure atacada des de la rereguarda i només va poder repel·lir els alemanys després de forts combats. Dos canons d'assalt autopropulsats Sturmgeschütz IV i un escamot d'infantería van entrar a Alsdorf, on van rebre un intens foc; tot i que els dos vehicles van evitar els tancs americans, van acabar enfrontant-se a la infanteria nord-americana i es van veure forçats a tornar al seu punt de partida. Amb baixes creixents i els nord-americans acostant-se, l'alt comandament alemany va transferir a Aquisgrà la 3a Divisió de Panzergrenadier, seguida pel I Cos Panzer de les SS, que incloïa la 116a Divisió Panzer i el 101 Batalló Panzer Pesant, una unitat de la 1a Divisió Panzer de les SS.

### Avanç des del sud: del 8 a l'11 d'octubre

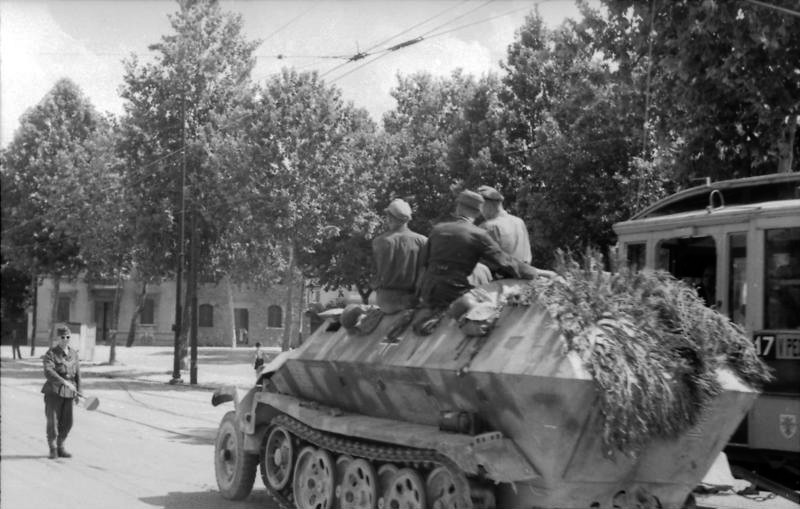
Infanteria motoritzada alemanya en una semieruga Sd.Kfz. 251

Al sud, la 1a Divisió d'Infanteria va començar l'ofensiva el 8 d'octubre amb l'objectiu de capturar la vila de Verlautenheide i el turó 231 (anomenat «turó de la creu») a prop de la vila de Ravelsberg. El seu atac fou precedit per una gran barrera d'artilleria, que els va ajudar a apoderar-se dels objectius ràpidament. El 10 d'octubre, la 1a Divisió d'Infanteria es trobava a la posició designada per a la connexió amb la 30a Divisió d'Infanteria. Aquest èxit fou amenaçat per un contraatac alemany cap al Turó de la Creu, que va ser l'escenari d'un intens tiroteig; la batalla va acabar amb els alemanys amb més de 40 morts i 35 presoners. Malgrat els contraatacs alemanys repetits que van frenar-ne l'avanç, la 1a Divisió d'Infanteria va ser capaç de capturar els terrenys elevats que envolten la vila.
El 10 d'octubre, el general Huebner va lliurar un ultimàtum a les forces alemanyes a Aquisgrà, amenaçant de bombardejar la ciutat si la guarnició no es rendia. El comandant alemany s'hi va negar categòricament. Com a resposta, l'artilleria nord-americana va començar a colpejar la ciutat l'11 d'octubre, disparant uns 5.000 obusos, o més de 150 tones d'explosius; la ciutat també va rebre un intens bombardeig per part d'avions nord-americans.

### Enllaç: de l'11 al 16 d'octubre
Les baixes nord-americanes augmentaven sense aturador, a causa dels freqüents contraatacs alemanys i pel cost d'assaltar els fortins. Els alemanys havien passat la nit del 10 d'octubre convertint cellers de la vila de Bardenberg en punts fortificats; per això, els atacants nord-americans es van veure obligats a retirar-se i, en lloc d'un assalt d'infanteria, bombardejar la vila fins a la rendició. El 12 d'octubre, els alemanys van llançar un gran contraatac contra la 30a Divisió d'Infanteria, però fou refusat pel foc d'artilleria pesant i les defenses antitanc. Al poble de Birk, es va produir una lluita de tres hores entre tancs alemanys i un sol Sherman nord-americà; el Sherman va aconseguir eliminar un Panzer IV i forçar un altre a retirar-se, però aviat va ser atacat per altres; finalment, amb unitats de la 2a Divisió Blindada va aconseguir expulsar els alemanys de la vila. La 30a Divisió d'Infanteria aviat es va situar en posicions defensives al llarg del front; tot i així, se li va ordenar continuar empenyent cap al sud per enllaçar amb la 1a Divisió d'Infanteria. Per aconseguir-ho, dos batallons d'infanteria de la 29a Divisió es van afegir a les unitats de la 30a.

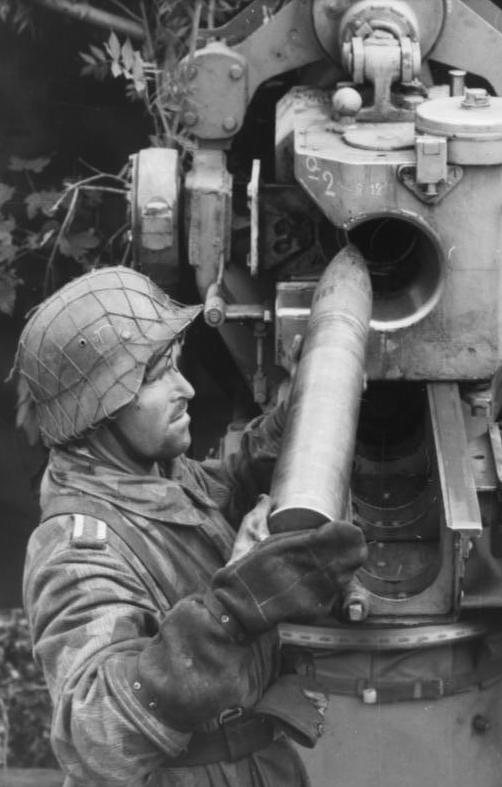
Artiller alemany carregant un Flak 36 o 37 de 8,8 cm

El mateix dia (12 d'octubre), al sud, dos regiments d'infanteria alemanys van intentar reprendre el Turó de la Creu. En una lluita ferotge, els alemanys van assolir temporalment el control del turó, però van ser-ne expulsats al final del dia, amb els dos regiments pràcticament destruïts. Des de l'11 al 13 d'octubre, els avions aliats van bombardejar Aquisgrà, seleccionant els objectius més propers a les línies americanes. El 14 d'octubre, es va ordenar al 26è Regiment d'Infanteria netejar una zona industrial a la vora d'Aquisgrà per preparar l'atac a la ciutat. El 15 d'octubre, en un esforç per ampliar la bretxa entre les dues tenalles nord-americanes, els alemanys van contraatacar novament contra la 1a Divisió d'Infanteria; tot i que diversos tancs pesants van aconseguir trencar les línies americanes, la major part de les forces alemanyes van quedar molt delmades per l'artilleria i el suport aeri. L'endemà, els alemanys van intentar muntar contraatacs locals amb la 3a Divisió Panzergrenadier, però, després de patir fortes pèrdues, es van veure obligats a suspendre les accions ofensives.
La 30a Divisió d'Infanteria, amb unitats de la 29a i de la 2a Divisió Blindada, va continuar l'avanç cap al sud entre el 13 i el 16 d'octubre al sector del poble de Würselen; no obstant això, fins i tot amb un fort suport aeri, no van aconseguir trencar les defenses alemanyes i enllaçar amb les forces aliades al sud. Els alemanys van aprofitar l'estreta línia de front per combatre els atacants amb artilleria i els progressos aliats van continuar sent escassos, ja que els tancs alemanys van utilitzar cases com a búnquers per sorprendre i superar els soldats americans. El general Hobbs, comandant de la 30a Divisió d'Infanteria, va intentar flanquejar les defenses alemanyes atacant un altre sector amb dos batallons d'infanteria. L'atac va ser un èxit, que va permetre que les divisions 30a i 1a es trobessin, finalment, el 16 d'octubre. Fins al moment, els combats van costar al XIX Cos més de 400 morts i 2.000 ferits, el 72% dels quals de la 30a Divisió d'Infanteria. Els alemanys també havien tingut moltes baixes, ja que fins al 14 d'octubre uns 630 soldats havien mort i hi havia uns 4.400 ferits.

### La lluita a la ciutat: del 13 al 21 d'octubre

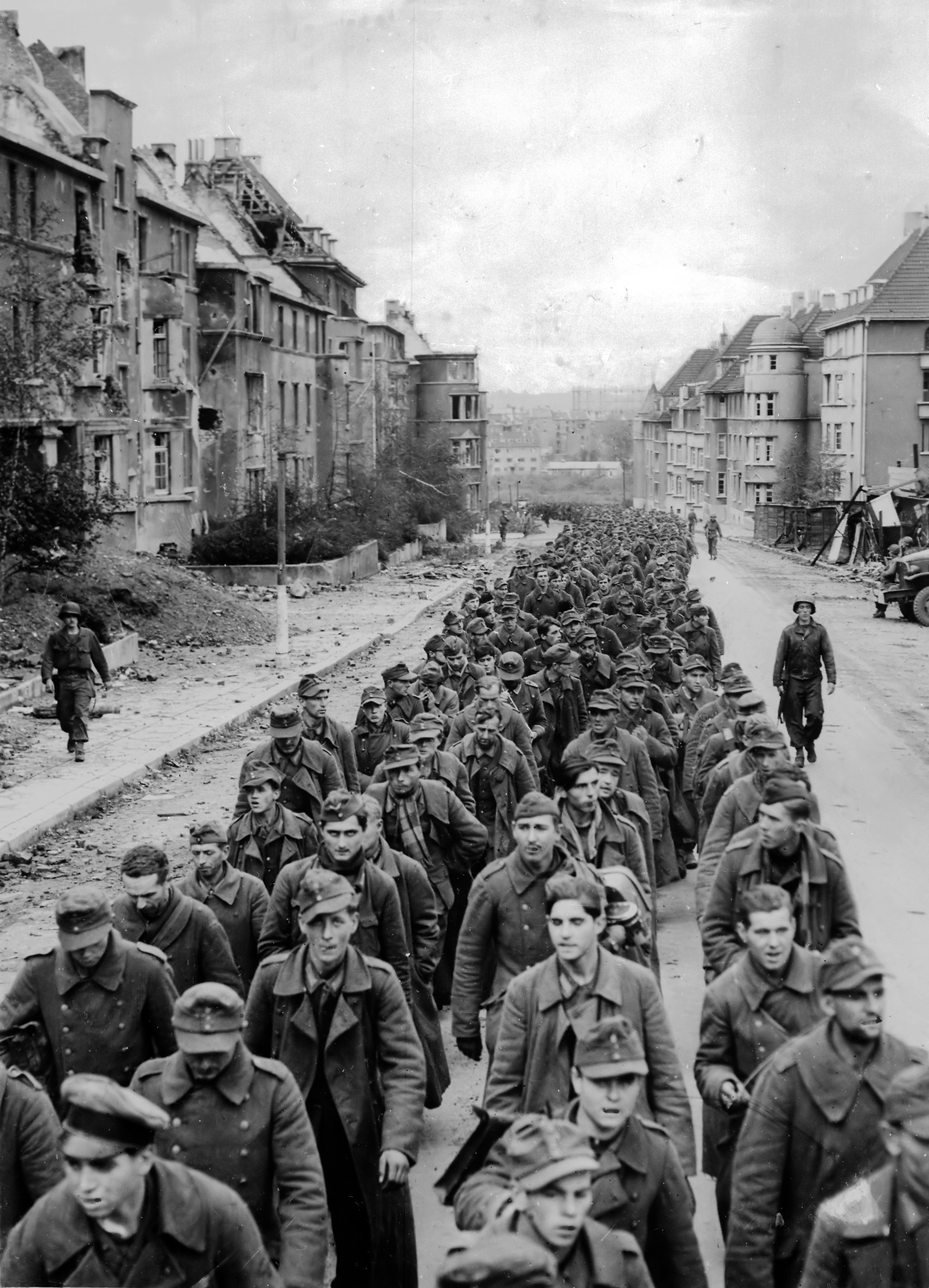
Presoners alemanys a Aquisgrà

La primera divisió d'infanteria, que necessitava la major part de les tropes per impedir contraatacs alemanys i assegurar la zona al voltant d'Aquisgrà, només va poder destinar un únic regiment a la tasca de prendre la ciutat: el 26è Regiment d'Infanteria, sota el comandament del coronel John F. R. Seitz, que només disposava de dos dels seus tres batallons. Armats amb metralladores i llançaflames, el 2n i 3r batallons rebrien ajuda només d'uns pocs tancs i un únic obús de 155 mm. La ciutat estava defensada per uns 5.000 soldats alemanys, incloent-hi personal de la marina, la força aèria i la policia de la ciutat. En la seva major part, aquests soldats eren inexperts i no tenien formació militar, i només van rebre el suport d'uns pocs tancs i canons d'assalt. No obstant això, els defensors d'Aquisgrà podrien aprofitar el laberint de carrers del centre històric.
L'atac inicial del 26è d'infanteria el 13 d'octubre va proporcionar una informació important sobre la naturalesa dels combats; la infanteria nord-americana havia estat emboscada pels defensors alemanys utilitzant clavegueres i cellers, cosa que obligava a netejar cada accés i orifici abans de continuar pels carrers, mentre que els Sherman no podien maniobrar en condicions per contrarrestar el foc enemic. Els civils alemanys van ser evacuats a mesura que avançava la infanteria; no es va permetre a cap civil romandre a la rereguarda. L'èxit a Aquisgrà es mesurà pel nombre de cases capturades, ja que l'avanç era molt lent. Per tal de fer front a les gruixudes parets dels edificis antics de la ciutat, el 26è Regiment d'Infanteria va utilitzar el seu obús a curta distància per destruir les fortificacions alemanyes. L'obús creava passadissos que van permetre als soldats d'infanteria avançar d'edifici a edifici sense haver de passar pels carrers de la ciutat. Els tancs Sherman eren objecte d'emboscades amb canons antitanc quan arribaven a les cruïlles. La infanteria alemanya aprofitava les clavegueres per arribar a la rereguarda de les formacions americanes i atacar-les. La resistència alemanya fou ferotge, alhora que llançaven petits contraatacs i usaven els blindats per enlentir els moviments nord-americans.
El 18 d'octubre, el 3r Batalló del 26è Regiment d'Infanteria es va preparar per assaltar l'Hotel Quellenhof, una de les últimes zones de resistència de la ciutat. Els tancs nord-americans i altres canons disparaven a l'hotel, que era el quarter general de la defensa de la ciutat. Aquella nit, 300 soldats del 1r batalló SS van poder reforçar l'hotel i refusar diversos atacs contra l'edifici. Un potent contraatac alemany va aconseguir desbordar diverses posicions d'infanteria nord-americanes fora de l'hotel i va alliberar temporalment la pressió sobre el Quellenhof abans de ser derrotat per un foc concertat de morter.
Dos fets van ajudar a l'avanç final. En primer lloc, per disminuir les baixes d'infanteria de primera línia, es va decidir bombardejar els punts forts alemanys que quedaven amb canons de 155 mm; en segon lloc, per ajudar la 1a Divisió d'Infanteria, un batalló del 110è Regiment d'Infanteria (28a Divisió d'Infanteria) es traslladà des del sector del V Cos el 18 d'octubre per tancar un forat entre les unitats avançades del 26è Regiment dins de la ciutat. La missió defensiva d'aquest batalló es va modificar els dies 19 i 20 d'octubre per donar suport a l'assalt urbà, i així participà com el tercer batalló del regiment. El 21 d'octubre, els soldats del 26è Regiment d'Infanteria, amb el suport del batalló del 110è Regiment d'Infanteria, van aconseguir capturar finalment el centre d'Aquisgrà; aquell dia també es rendí l'última guarnició alemanya, a l'Hotel Quellenhof, acabant així la batalla per la ciutat.

## Conseqüències
La batalla d'Aquisgrà havia costat tant als nord-americans com als alemanys baixes considerables; els primers van patir més de 5.000 baixes, mentre que els segons van tenir més de 5.000 víctimes i 5.600 van ser fets presoners. Des del 2 d'octubre de 1944, la 30a Divisió d'Infanteria havia patit unes 3.000 baixes, mentre que la 1a Divisió d'Infanteria va tenir almenys 1.350 baixes (150 morts i 1.200 ferits). Els alemanys van perdre 5.100 homes durant els enfrontaments a Aquisgrà, incloent-hi 3.473 presoners. La Wehrmacht va perdre dues divisions completes i vuit més van quedar molt afeblides. Durant l'enfrontament, els alemanys també van desenvolupar un respecte per la capacitat de lluita de les forces nord-americanes, observant-ne la capacitat per disparar indiscriminadament amb un suport aclaparador d'artilleria i blindats.
Malgrat tot, la resistència alemanya a Aquisgrà va trastocar els plans aliats per continuar l'avanç cap a l'est. Després de finalitzar els combats a Aquisgrà, el primer exèrcit dels aliats va rebre l'ordre de capturar una sèrie de preses darrere del bosc de Hürtgen, que els alemanys podrien utilitzar per inundar les valls que obrien el camí cap a Berlín. Això donaria lloc a la batalla del bosc de Hürtgen, que seria encara més difícil que la batalla d'Aquisgrà.
Els aliats van nomenar Franz Oppenhoff alcalde d'Aquisgrà el 31 d'octubre, però després que se sabés la seva identitat va ser assassinat per ordre de Heinrich Himmler a l'Unternehmen Karneval (Operació Carnaval) el 25 de març de 1945.